# إدموند جيمس هول
إدموند جيمس هول (و.1949-) دبلوماسي أمريكي، شغل منصب سفير الولايات المتحدة لدى اليمن من 2001 إلى 2004 في عهد جورج دبليو بوش.

## السيرة
ولد إدموند هول عام 1949 في كيوكوك بولاية أيوا. تخرج من جامعة برينستون وجامعة أكسفورد. تطوع في فيلق السلام في المهدية بتونس، ومن عام 1993 إلى عام 1996 عمل دبلوماسيًا في القاهرة. كما شغل منصب مدير عمليات حفظ السلام التابعة للأمم المتحدة في مكتب شؤون المنظمات الدولية من عام 1996 إلى عام 1999. وشغل منصب مدير شؤون الشرق الأدنى في مجلس الأمن القومي ومدير مكتب شؤون إيران والعراق في وزارة الخارجية، وعمل أيضًا كدبلوماسي في تونس والقدس. شغل منصب سفير الولايات المتحدة في اليمن من 2001 إلى 2004.